# Hospital del Cerro
El Hospital del Cerro es una institución hospitalaria ubicada en el barrio Villa del Cerro de Montevideo (Uruguay).

## Creación
Fue inaugurado en noviembre de 2023 remplazando al entonces Centro Coordinado del Cerro, una antigua policlínica de la red de atención primaria de la Administración de los Servicio de Salud del Estado.  Su apertura suple una demanda historia de la zona oeste de Montevideo.
El edificio cuenta con cuatro pisos, 2 quirófanos y un área de 2471 metros cuadrados. Tiene 30 camas y el diseño estuvo a cargo de la Dirección de Arquitectura del ente.